# Blasters of the Universe
Blasters of the Universe is een muziekalbum van Stephen Parsick en Cosmic Hoffmann. Het album is opgenomen in de tijd dat Parsick met Hoffmann samenwerkte in Mind Over Matter. Het waren oefeningen voor een optreden in 2001 in het Jodrell Bank Observatory. De opnamen zijn echter nooit uitgebracht omdat ze nogal langdradig waren. Parsick heeft de opnamen in 2008 opgepoetst en alleen de belangrijkste onderdelen eruit gehaald en opnieuw in elkaar gezet. De uitkomst is een muziekalbum waarop de muziek teruggaat naar de begindagen van Tangerine Dream (met name album Force Majeure) en Vangelis (Soil Festivities met de wandelende basnoten). Het album is uitgegeven in een zeer kleine oplage van 25 stuks, die konden worden gekocht bij een optreden van Parsick in het Zeiss Planetarium te Bochum op 13 december 2008; de rest kon via e-mail besteld worden en was op 20 december 2008 uitverkocht. Opvallend zijn de zeer heldere klanken van Hoffmann, die ook terug te vinden zijn op zijn Mind Over Matter-albums. De sombere ambient die Parsick later zou spelen is niet te vinden op dit album.

## Musici
Stephen Parsick, Cosmic Hoffmann - toetsen

## Composities
1. Blasters of the Universe
2. Psychedelhi
3. Spazedaze
4. Paradise Now! (Hoffmann)
5. The Ace of Space
6. Astronomina Domina
7. Cosmic Caravan
8. Fear (dook later op soloalbum van Hoffmann)